# Pokémon Masters EX
Pokémon Masters EX (ポケモンマスターズ EX Pokemon Masutāzu?) (anteriormente Pokémon Masters) es un videojuego free-to-play y gacha para dispositivos móviles con Android y iOS desarrollado y publicado por DeNA. Fue lanzado mundialmente el 29 de agosto de 2019.

## Jugabilidad
Hay un torneo de batallas de 3 contra 3 llamado Pokémon Masters League, que se lleva a cabo en la isla Pasio. El objetivo principal es convertirse en el campeón. Para ingresar a la Pokémon Masters League, los jugadores deben recolectar al menos cinco insignias al derrotar a los líderes de PML ubicados en Pasio. Al reclutar un par sincronizado, el jugador puede desbloquear una historia de par sincronizado. Los jugadores también pueden participar en eventos de tiempo limitado que se agregan y actualizan regularmente. Los eventos incluyen eventos de historia para un solo jugador y también eventos multijugador cooperativos en los que los jugadores deben formar un equipo para derrotar a enemigos poderosos para recibir recompensas y premios del evento.

### Pares de sincronización
Un par de sincronización es un par que consta de un Entrenador Pokémon que había aparecido anteriormente en los juegos portátiles principales o en el anime (muchos de los cuales, al igual que Super Smash Bros., tienen sus diseños tomados de sus apariciones más recientes) y un Pokémon (nuevamente, generalmente uno que se asocia mejor con ese personaje, es decir Starmie de Misty) en Pokémon Masters. Cada par de sincronización tiene una de estas tres funciones: pares de sincronización de ataque, que se centran en atacar; admite pares de sincronización, que se centran en defender, curar los PS y aumentar las estadísticas de todo el equipo; y pares de sincronización de técnicas, que se centran en diferentes tácticas, como infligir alteraciones de estado. Los pares de sincronización se pueden reclutar jugando la historia principal, explorando o completando ciertos eventos cronometrados.

## Desarrollo y lanzamiento
Pokémon Masters fue anunciado por primera vez por The Pokémon Company el 29 de mayo de 2019, junto con otros juegos de Pokémon. Representa la primera colaboración entre la compañía y el desarrollador de juegos móviles DeNA, lanzándose para Android y iOS. El concepto del juego provino del artista y diseñador de la serie Ken Sugimori, quien propuso la idea de tener todos los personajes pasados de la serie principal juntos en un solo juego.
Se lanzó una versión preliminar del juego en Singapur el 25 de julio de 2019 y en Canadá el 6 de agosto de 2019. El juego fue lanzado en todo el mundo el 29 de agosto de 2019 para teléfonos iOS y Android. A diferencia de la mayoría de los otros juegos de Pokémon, Pokémon Masters no se lanzó en Bélgica y los Países Bajos, probablemente debido a la prohibición de las cajas de botín.
En conmemoración del primer aniversario del juego, Pokémon Masters se actualizó con nuevas funciones como Pokémon Masters EX el 25 de agosto de 2020.

## Recepción
A los cuatro días de su lanzamiento global, Pokémon Masters se descargó 10 millones de veces y registró US$10 millones en ingresos, US$26 millones en su primera semana, y $33 millones en ingresos al mes de lanzamiento.

## Controversias

### Compatibilidad
El juego es compatible solo con dispositivos con un sistema operativo de 64 bits, lo que ha imposibilitado a la mayoría de los propietarios de teléfonos inteligentes de instalar el juego. Esto ha llevado a varios usuarios a expresar sus quejas en sitios web como Reddit, incluso habiéndose contactado con el soporte al cliente de la desarrolladora.

### Actualización del nombre y hashtag
Para conmemorar el aniversario del juego, los desarrolladores decidieron renombrar el juego a «Pokémon Masters EX», y como forma de publicitar el juego, se publicó un anuncio en Twitter con el hashtag #PokemonMastersEX y en algunos  #pokemonmastersex (en minúsculas); esto último, desencadenó las burlas de la comunidad por la connotación sexual del hashtag, siendo cubierto incluso en medios de ámbito nacional.